# 大卫·沙逊
大卫·沙逊（David Sassoon，1792年10月—1864年11月7日），是1817年到1829年之间的巴格达首席财政官、孟买商人、孟买犹太人社团领袖。

## 生平
大卫·沙逊出生于巴格达犹太人社团传统上的领袖Nasi家庭。他的父亲沙逊·本·塞利是富有的银行家，从1781年到1817年担任巴格达总督的首席财政官。大卫·沙逊步他父亲的后尘，担任当时巴格达总督Ahmet Pasha的首席财政官，1829年大卫·沙逊牵连进一个贪污丑闻，于是携全家逃亡，最终在1833年携带一部分家族财产定居印度孟买。 
大卫·沙逊在孟买成立了公司，经营会计、地毯仓库和鸦片的业务，很快成为孟买最富有的人之一。正如他的首要对手帕西人，他也经营每一项生意。到1850年代末，“白银和黄金，丝绸，橡胶和香料，鸦片和棉花，羊毛和小麦 - 无论什么在海上或陆地上运输的货物都有沙逊公司插手，或者打着沙逊公司的标志”。

## 遗产
尽管大卫·沙逊不会说英语，还是在1853年归化成为英国公民。他终身保持了巴格达犹太人的穿着和礼节，但是允许他的儿子们采用英国礼仪。他的儿子Albert Abdullah David Sassoon更名为Albert，移居英格兰，成为一名从男爵，与罗特席尔德家族联姻。欧洲所有的沙逊家族全部都是大卫·沙逊的后裔。
他在堡垒区（Fort）和Byculla各建了一座犹太会堂、以及一所学校、一座图书馆和浦那的康复之家。 
大卫·沙逊是孟买犹太人社团的著名领袖。他帮助唤醒了Bene Israel和柯钦犹太人社团的犹太人身份意识。沙逊船坞（他儿子所建）和大卫·沙逊图书馆都以他命名。
1864年，大卫·沙逊在浦那的乡间别墅去世。他的生意由长子阿尔伯特·大卫·沙逊继承。

## 家庭
第一任妻子 Hannah Joseph 生有2子：
- 阿尔伯特·大卫·沙逊爵士（1818年7月25日–1896年10月24日） 
  - 爱德华·阿尔伯特·沙逊
- 伊利亚斯·大卫·沙逊（1820年-1880年） 
  - 雅各布·伊利亚斯·沙逊 (1843-1916)
  - 爱德华·伊利亚斯·沙逊 (1853-1924)

第二任妻子 Flora (Farha) Hayim 亦生有2子：
- 沙逊·大卫·沙逊(1832-1867) 
  - 阿尔弗雷德·埃兹拉·沙逊 (1861-1895)  
    - 齐格弗里德·沙逊 (1886-1967)
- 所罗门·沙逊（1841-1894年） 
  - David Solomon Sassoon (1880-1942)
  - Rabbi Solomon David Sassoon (1915-1985)
  - Rabbi Isaac S.D. Sassoon

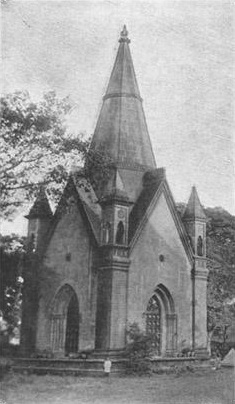
印度浦那的大卫·沙逊墓